# 19. domobranski pehotni polk (Avstro-Ogrska)
Za druge 19. polke glejte 119. polk.
19. domobranski pehotni polk (izvirno nemško k.k. Landwehr Infanterie Regiment Nr. 19; dobesedno slovensko: Cesarsko-kraljevi deželnobrambovski pehotni polk št. 19) je bil pehotni polk avstro-ogrskega Domobranstva.

## Zgodovina
Polk je bil ustanovljen leta 1889. 

### Prva svetovna vojna
Polkovna narodnostna sestava leta 1914 je bila sledeča: 59% Rutencev, 31% POljakov in 10% drugih.
Naborni okraj polka je bil v Lvovu in Brzezanyju, pri čemer so bile polkovne enote garnizirane v Lvovu.

## Poveljniki polka
- 1898: Emil Versbach von Hadamar[2]
- 1914: Karl Jent[1]